# Síndrome de Brunner
El Síndrome de Brunner es una enfermedad genética muy rara con solo 5 casos citados en la literatura, todos ellos varones pertenecientes a un gran clan familiar con una mutación en el gen de la MAO-A. Se caracteriza por una agresividad impulsiva y un leve retraso mental.

## Historia
El Síndrome de Brunner fue descrito en 1993 por Hans Georg Brunner (12 de julio de 1972 - 12 de octubre de 2004), al realizar el descubrimiento de un defecto genético particular en los miembros masculinos de una gran familia holandesa. Brunner encontró que todos los miembros varones de la familia con este defecto hace reaccionar agresivamente cuando está enojado, temeroso, o frustrado. El defecto descubierto se encontró más tarde que es una mutación en el gen que codifica para la monoamina oxidasa A. Brunner dijo "Es una deficiencia está asociada con un fenotipo de comportamiento reconocible que incluye la regulación alterada de la agresión impulsiva". Una carta publicada por Hebebrand Klug criticaba las conclusiones de Brunner para no usar los estrictos criterios del Manual diagnóstico y estadístico de los trastornos mentales (DSM).